# 琉璃紫螺
琉璃紫螺（学名：Janthina globosa），异名长海蜗牛（学名：Janthina prolongata），曾屬紫螺科Violetta，但現時所有原被分類為紫螺屬亞屬的物種都被合併回紫螺屬。

## 型態描述
體長不超過40毫米，最大的紀錄是38.5毫米。螺殼薄，色淺紫藍，近球狀。

## 棲息地
本物種的棲所都不超過水深13米的海域。

## 分佈
本物種为全浮游贝类，廣泛分佈於全世界暖海域，包括台湾、中国大陆、马来西亚、阿拉伯半島東部。

## 外部連結
- Gary Rosenberg的Malacolog 4.1.1有關本物種 （页面存档备份，存于）的資訊